# 日輝
日輝（にっき、寛政12年3月26日（1800年4月19日） - 安政6年2月23日（1859年3月27日））は、江戸時代後期に活動した日蓮宗の僧である。日蓮の教えを基盤に、深遠な哲理と実践的な民衆救済の両面から独自の教学を大成した。現在の石川県金沢市生まれ。俗名は野口 喜十郎（のぐち きじゅうろう）。字は尭山（ぎょうざん）、または潮音（ちょうおん）。号は優陀那院（うだな院）。

## 生涯
1800年（寛政12年）、加賀国金沢の野口伝右衛門の四男として生まれる。金沢の慈雲寺で大信院日行や智禅院日雄に師事した後、叔父が住職を務める妙教寺の養子となり、17歳で京都に遊学。学問所である山科檀林（後の立本寺）において、日詮（にっせん）・日量（にちりょう）らに師事した。当時の宗学が天台学の解釈に大きく依存している状況を憂い、日蓮本仏論の立場から宗学の独立と革新を目指した。
当時の宗学が天台学に偏重していることを憂い、時代に適応した日蓮教学の確立を目指し、日蓮本仏論の立場から宗学の独立と発展に尽力した。30歳で故郷に戻ると、1833年（天保4年）に金沢の立像寺内に私塾「充洽園（じゅうごうえん）」を開設。ここを拠点に、著作は百数十巻に及び、多くの優れた弟子を育てた。1859年3月27日（安政6年2月23日）、60歳（数え年）にて遷化。

## 教義と思想
日輝の思想は、宇宙と自己が一体であるとする深遠な世界観と、人々の苦しみを具体的に救済しようとする実践的な教えの二つを大きな柱とする。従来の折伏（しゃくぶく）といった厳格な布教方法よりも、摂受（しょうじゅ）を重んじる寛容主義的な教学を提唱した。これは、当時の社会情勢や人々の信仰状況を踏まえ、より多くの人々が日蓮宗の教えに触れられるよう配慮したものである。この思想は、宇宙と自己が一体であるとする深遠な世界観と、人々の苦しみを具体的に救済しようとする実践的な教えの二つを大きな柱として展開された。

### 万物一体の仏界観と王法仏法不二
主著『仏界一覽鈔』において、日輝は「世界は自己の心の現れに他ならない」という思想を展開した。彼は、天や地、山川草木といった宇宙の森羅万象すべてが、本来的に自己の生命に具わっていると説く。
さらに、この思想を社会倫理にまで敷衍させ、為政者が仏法の精神に基づいて国を治めることで社会が安穏になるとする「王法仏法不二」を説いた。彼は、世俗の法（王法）と仏の教え（仏法）は根源において一体であり、統治や人倫の道も仏法の功徳の現れであると考えた。この観点から、外界の浄土を求めるのではなく、自己の心を浄化し、変革することによって、今いる場所がそのまま仏の国（浄土）になると論じた。

### 妙法修験と実践的救済
一方で日輝は、自身の闘病体験も踏まえ、民衆の現実的な苦悩に応えることを重視した。その実践法を、彼は「妙法修験」と呼び、加持祈祷の作法を『新藾肝文鈔』に体系化した。これは、法華経と日蓮の教えを根幹に置いた独自の祈祷法であり、病気平癒や除災といった現世利益を方便として、人々を仏道へと導くことを目的としていた。
この祈祷法は、形式だけでなく、仏の慈悲心と一体となる「観念」を重んじる。病の原因となる鬼神さえも慈悲の対象として救済しようとするなど、その思想は万物一体観と深く結びついていた。また、祈祷においては観音菩薩（観世音菩薩）の功徳を特に重視した。

## 影響と門下
日輝の教学は多くの門下に影響を与え、その思想は弟子たちによって継承・発展された。その徳を慕う弟子や信奉者たちの尽力により、昭和初期には「日輝和上遺徳碑」が建立されている。
- 新井日薩（あらいにっさつ） - 代表的な弟子の一人。
- 日騰（にっとう） - 日輝の弟子で、師の主著『新藾肝文鈔』を明治時代に校訂し、刊行した。彼の尽力により、日輝の実践的な教えが後世に広く伝わることとなった[注釈 4]。

## 主な著作
- 『仏界一覽鈔』（ぶっかいいちらんしょう） - 万物と自己の一体性、王法仏法不二を説いた哲学的著作。
- 『新藾肝文鈔』（しんらいかんもんしょう） - 上下二巻からなる加持祈祷の実践書。
- 『一念三千論』
- 『宗義抄』
- 『祖書綱要正議』